# Carl Gustaf Indebetou
Carl Gustaf Indebetou (i riksdagen kallad Indebetou i Forssa), född den 16 januari 1801 på Forsa bruk i Östra Vingåkers församling, Södermanlands län, död den 6 mars 1893 i Kullerstads församling, Östergötlands län, var en svensk brukspatron, och riksdagsman. Han var farbror till Harald Indebetou.

## Biografi
Carl Gustaf Indebetou tillhörde släkten Indebetou som kommer från Holland. Föräldrarna var bruksägaren Daniel Indebetou och Johanna Sophia Arosenius. Liksom flera andra i släkten härstammade han från släkten Roland och därmed Bureätten.
Efter studier i Uppsala från 1819, då han var medlem i Södermanlands-Nerikes nation, övertog han 1823 tillsammans med sin bror Daniel Indebetou Forsa järn- och pappersbruk i Södermanland. Bruket utvidgades ansenligt under 1800-talet och där fanns spiksmedja, stångjärnshammare, kvarn och såg. Det utvecklades till en mindre by med skola och bostäder. Ett pappersbruk byggdes runt 1820 och kom mot slutet av 1800-talet att sysselsätta runt 100 personer. 
Indebetou var representant i borgarståndet för andra bruksdistriktet vid riksdagarna 1847–1848, 1850–1851 och 1853–1854. 1867–1869 var han ledamot av andra kammaren och tillhörde då lantmannapartiets mest inflytelserika män, Han var ledamot i Bankoutskottet 1867–1869, 1869 som vice ordförande, statsrevisor 1868 och riksgäldsfullmäktig 1869–1870. Indebetou utgav skrifter i jordbruksfrågor och skev på äldre dagar memoarer, som i utdrag publicerats av Carl Hallendorff i Från Karl XV:s dagar (1924). En samling riksdagsbrev från Indebetou utgavs i Edvard Thermænius Svensk bondepolitik (1931).
Han spelade en ej ringa roll som en av de ledande för borgerskapets konservativa minoritet. Erbjuden adelsprevilegier av både Karl XV och Oscar II men tackade nej.

## Skrivet om Indebetou
Den för sin giftiga penna legendariske journalisten Henrik Bernhard Palmær, som var riksdagsman i borgarståndet 1847–1848, beskriver Carl Gustaf Indebetou i riksdagsarbetet på följande vis:
"Till politiken är han så grå, att icke ens med mikroskopets tillhjälp skulle på honom kunna upptäckas ett vitt, rött eller svart hårstrå. Han yttrar sig i alla ämnen, vilket kommer sig därav, att han förstår allting. Desslikes yttrar han sig med mycken lätthet, såsom man vanligen gör, då man ej generas av några tankar."